# 現代俳句新人賞
兜太現代俳句新人賞（とうたげんだいはいくしんじんしょう）、現代俳句新人賞（げんだいはいくしんじんしょう）は、現代俳句協会が現代俳句大賞、現代俳句協会賞、現代俳句評論賞、現代俳句協会年度作品賞とともに開催している俳句の賞。1983年に現代俳句協会新人賞として設立、2000年度の第18回より「現代俳句新人賞」の名称となったが、50歳未満の俳人による未発表の30句が選考対象であった。2019年度の第37回より、「平成30年2月に逝去した俳人金子兜太」の句業を記念して、俳句に意欲ある若い作家を積極的に発掘し、今後の現代俳句の一層の振興を図る」ため、「兜太現代俳句新人賞」とさらに改称、50歳未満の俳人による未発表の50句が選考対象となった（選考委員も外部の特別選考委員2名を加えて計8名となった）。俳人協会の新人賞と異なり、協会員でなくても応募できる。

## 受賞者
- 第1回（1983年）- 星野昌彦、宮入聖
- 第2回（1984年）- 工藤ひろえ
- 第3回（1985年）- 波多江敦子
- 第4回（1986年）- 瀬戸美代子
- 第5回（1987年）- 下山光子
- 第6回（1988年）- 田尻睦子
- 第7回（1989年）- 橋本輝久、竹貫示虹
- 第8回（1990年）- 鈴木紀子
- 第9回（1991年）- 中里麦外、吉田さかえ
- 第10回（1992年）- 田中いすず
- 第11回（1993年）- 浦川聡子、山口剛
- 第12回（1994年）- 河草之介
- 第13回（1995年）- 五島高資
- 第14回（1996年）- 大石雄鬼
- 第15回（1997年）- 渋川京子
- 第16回（1998年）- こしのゆみこ
- 第17回（1999年）- 松本孝太郎、山本左門
- 第18回（2000年）- 瀬間陽子、吉川真実
- 第19回（2001年）- 守谷茂泰、杉浦圭祐
- 第20回（2002年）- 照井翠
- 第21回（2003年）- 松本勇二
- 第22回（2004年）- 奥山和子
- 第23回（2005年）- 高橋修宏
- 第24回（2006年）- 田中亜美
- 第25回（2007年）- 山戸則江
- 第26回（2008年）- 岸本由香、三木基史
- 第27回（2009年）- 宇井十間、宮崎斗士
- 第28回（2010年）- 月野ぽぽな
- 第29回（2011年）- (該当者なし)
- 第30回（2012年）- 中内亮玄、柏柳明子
- 第31回（2013年）- 近恵
- 第32回（2014年）- 岡田一実
- 第33回（2015年）- 瀬戸優理子、山岸由佳
- 第34回（2016年）- 赤野四羽
- 第35回（2017年）- 赤羽根めぐみ、宮本佳世乃
- 第36回（2018年）- なつはづき
- 第37回（2019年）- (受賞者なし)
- 第38回（2020年）- 北山順
- 第39回（2021年）- 小田島渚（俳人）
- 第40回（2022年）- 土井探花
- 第41回（2023年）- 楠本奇蹄
- 第42回（2024年）- 百瀬一兎